# Comunismo de esquerda na China
Na República Popular da China, desde 1967, os termos “ultra-esquerda” e “comunismo de esquerda” (em chinês tradicional 共產主義左翼; em pinyin: Gòngchǎn zhǔyì zuǒyì) se referem a teorias e práticas políticas definido-se como mais à “esquerda” do que as dos líderes maoístas centrais no momento da GRCP (Grande Revolução Cultural Proletária). Os termos também são usados retroativamente para descrever algumas das orientações do anarquismo chinês do início do século XX. Como uma ofensa, o Partido Comunista da China (PCC) usou o termo “ultra-esquerda” de maneira mais genérica para denunciar qualquer orientação que considerasse mais à “esquerda” do que a linha do partido. De acordo com o segundo uso, em 1978 o Comitê Central do PCC denunciou como “ultra-esquerdista” a linha de Mao Zedong de 1956 até sua morte em 1976. Este artigo se refere à 1) o grupo que se definia como de ultra-esquerda na GRPC e 2) mais recentemente, correntes que se inspiram na ultra-esquerda da GRPC, no legado anarquista chinês e em tradições internacionais do comunismo de esquerda.

## A ultra-esquerda na GRCP
“Ultra-esquerda” se refere às posições rebeldes na GRCP que divergiram da linha central maoísta identificando uma contradição antagônica entre o próprio partido-Estado que era o PCC/RPC e as massas de trabalhadores e camponeses , concebidos como uma única classe proletária separada de todo controle significativo sobre a produção e a distribuição. Enquanto a linha central maoísta sustentava que as massas controlavam os Meios de produção através da mediação do partido, a ultra-esquerda dizia que os interesses objetivos dos burocratas eram estruturalmente determinados pela forma-Estado centralista, em oposição direta aos interesses objetivos das massas, não importando o quão “vermelho” o “pensamento” de determinado burocrata fosse. Enquanto os líderes maoístas centrais apoiavam as massas a criticar “ideias” e “hábitos” reacionários entre os alegados 5% de quadros ruins, dando a eles a chance de “virar a página” depois de terem passado por uma “reforma de pensamento”, a ultra-esquerda dizia que a “revolução cultural” deveria acabar como uma “revolução política” – “em que uma classe derruba outra classe”. As massas só poderiam chegar ao controle democrático da produção e da distribuição através de “um novo poder político do tipo da Comuna de Paris.” Isso significava que delegados de massa, sujeitos a revogação imediata e um salário universal deveriam assumir todas as tarefas necessárias na organização da produção e da distribuição, e todos os outros postos burocráticos seriam abolidos, incluindo o exército e  a polícia, que seriam substituídos pelo povo em armas. Essa revolução necessariamente envolveria greves gerais, motins, apreensão de armas, e, finalmente, o convergência da revolução chinesa com uma revolução comunista mundial.
Quando os líderes centrais maoístas lançaram a GRPC na primavera de 1966, eles lançaram uma campanha para que estudantes e acadêmicos criticassem ideias “burguesas” e “contrarrevolucionárias” no aparato “superestrutural” da China. Como o Comitê Central diria em agosto:
```
“Embora a burguesia tenha sido derrubada, ela ainda tenta usar as antigas ideias, cultura, costumes, hábitos, práticas, tradições, filosofias e pensamento das classes exploradoras para corromper as massas, capturar suas mentes e organizar sua ação de retomada. O proletariado deve fazer exatamente o contrário: ele deve se opor diretamente a cada desafio da burguesia no campo 
ideológico
 e usar as novas ideias, cultura, costumes e hábitos do proletariado para mudar a aparência mental de toda a sociedade. No momento, nosso objetivo é lutar contra e derrotar essas pessoas em posições de autoridade que estão tomando o caminho capitalista, criticar e repudiar as ‘autoridades’ acadêmicas burguesas e 
reacionárias
 e a ideologia da burguesia e outras classes explorados, assim como transformar a educação, literatura e arte e todas as outras partes da superestrutura que não estão em correspondência com a base econômica socialistas, de modo a facilitar a consolidação e o desenvolvimento do novo sistema socialista”
```

Embora os 16 Pontos convocassem não apenas os estudantes, mas também “as massas de trabalhadores, camponeses, soldados, intelectuais revolucionários e quadros revolucionários” para travarem essa luta, e embora encorajassem os militantes a “instituir um sistema de eleições gerais, como o da Comuna de Paris, para eleger membros para os grupos e comitês de Cultura Revolucionária e delegados para os congressos de Cultura Revolucionária”, essa e outras provas dos líderes centrais maoístas deixavam claro que isso deveria ser uma luta “wen (文)” e não uma luta “wu (武)”. Os líderes usaram esses termos para enfatizar que a violência “marcial” (wu) ou física deveria ser evitada em favor de uma luta “verbal” (wen), mas essa distinção também corresponde a uma outra que os rebeldes da ultra-esquerda também iriam rejeitar mais tarde: a “revolução” deveria ser “cultural” mais do que “política” ou social. A justificativa era de que a estrutura econômica ou “base” da China já havia completado sua transição para as relações de produção socialistas (Mao anunciou as boas novas em 1956), de modo que agora no próximo passo lógico antes de completar comunização era completar a transformação superestrutural.
Quando, no fim de 1966, mais de um milhão de trabalhadores em Shanghai continuaram seu ativismo até uma greve geral exigindo melhores salários e controle democrático da administração do local de trabalho e do governo da cidade, os representantes maoístas dos trabalhadores como Wang Hongwen criticaram essas exigências como violações “economicistas” do ponto 14 dos 16 Pontos: “apoiar a revolução enquanto se estimula a produção (抓革命，促生产)”. Com alguma assistência policial, esses representantes conseguiram silenciar as demandas mais radicais das bases e absorver sua energia na formal “Tempestade de Janeiro”, que substituiu o governo da cidade e o Comitê do Partido com uma “Comuna Popular de Shanghai”, controlada por Wang e Zhang Chunqiao. Alguns rebeldes intransigentes exigiram o controle democrático da Comuna, e mesmo a abolição de todas as “lideranças”. Ao receber notícias disso, Mao disse a Zhang para transformar a Comuna em um “Comitê Revolucionário” em que representantes das massas dividiriam o poder com representantes do exército e do partido, e recomendou que esse modelo de “tomada do poder” fosse propagado por toda China para evitar o risco de que as pessoas entendessem mal a ideia da invocação de Shanghai da Comuna de Paris. Assim, o Exército de Liberação Popular entrou no cenário da política de massas GRCP, e assim começou o que a ultra-esquerda mais tarde iria chamar de “Contracorrente de Fevereiro”.
Foi desse momento de radicalização da política de massas da GRCP e de sua súbita supressão e redirecionamento que as correntes de ultra-esquerda nasceram, primeiro de maneira independente nos grupos rebeldes espalhados pela China, e então, no fim de 1967, aumentando seu diálogo até sua supressão durante os anos seguintes. O registro mais antigo que o estudioso da GRCP Wang Shaoguang encontrou de algo como uma posição de ultra-esquerda é uma carta aberta de dois estudantes secundaristas para Lin Biao, publicada com o pseudônimo de “Yilin-Dixi”, em novembro de 1966. Enquanto Lin havia recentemente tentado conter a rebelião dos Guardas Vermelhos interpretando o chamado de Mao a “bombardear as centrais administrativas” como “bombardear alguns desvios capitalistas” por oposição a “bombardear nossas centrais administrativas proletárias”, Yilin-Dixi dizia que eram as próprias “centrais administrativas proletárias” que haviam “se tornado obsoletas” e precisavam ser “reformadas”: “Devemos criar uma máquina estatal completamente nova para substituir a antiga”.

### Artigos
- Brown, Pete (28 de março de 1999). «The rise and suppression of the 'ultra-left' in the Chinese cultural revolution». Communist Voice (em inglês) (20). Consultado em 2 de janeiro de 2020
- Shaoguang Wang (julho de 1999). «"New Trends of Thought" on the Cultural Revolution» (PDF). Journal of Contemporary China (em inglês). 8 (21): 197-217. doi:10.1080/10670569908724344. Consultado em 2 de janeiro de 2020
- Yiching Wu (2005). «Rethinking 'Capitalist Restoration' in China». Monthly Review (em inglês). 57 (6). Consultado em 2 de janeiro de 2020
- Yiching Wu (julho de 2014). «The Great Retreat and its Discontents: Re-Examining the Shengwulian Episode in the Cultural Revolution». University of Chicago Press / College of Asia and the Pacific, The Australian National University. The China Journal (72): 1-28. doi:10.1086/677049. Consultado em 26 de janeiro de 2020
- Unger, Jonathan (janeiro de 1991). «Whither China?: Yang Xiguang, Red Capitalists, and the Social Turmoil of the Cultural Revolution». Sage Publications. Modern China. 17 (1): 3-37. Consultado em 26 de janeiro de 2020

### Livros
- The 70s Collective, ed. 1996. China: The Revolution is Dead, Long Live the Revolution. Montreal: Black Rose Books.
- Chen Erjin. 1984. Crossroads Socialism: An Unofficial Manifesto for Proletarian Democracy. Trans. Robert Munro. London: Verso.
- Mehnert, Klaus, ed. 1969. Peking and the New Left: At Home and Abroad. Berkely: University of California Press.
- Meisner, Maurice. 1999. Mao's China and After: A History of the People's Republic, Third Edition. New York: The Free Press.
- Perry, Elizabeth and Li Xun. 2018 [1997]. Proletarian Power: Shanghai in the Cultural Revolution. Routledge.
- Shaoguang Wang. 1995. The Failure of Charisma: The Cultural Revolution in Wuhan. Oxford: Oxford University Press.